# Santuário de Semo Sanco Dio Fidio
Santuário de Semo Sanco Dio Fidio (em latim: Semo Sancus Dius Fidius) era um templo da Roma Antiga que ficava localizado no monte Quirinal, no moderno rione Trevi de Roma. Sua localização exata era no cume do Collis Mucialis, um dos picos menores do Quirinal, conhecido também como "Sanqual" (em latim: Sanqualis), que corresponde ao moderno Largo Magnanapoli. O próprio cume e a vizinha Porta Sanqualis provavelmente derivam seu nome deste santuário.

## História
Segundo a lenda, este antigo santuário foi fundado pelo próprio Tito Tácio, rei dos sabinos que viviam no monte e era dedicado ao deus Sanco, de origem sabina. Mais tarde, o templo foi reconstruído pelo rei de Roma Tarquínio, o Soberbo, inaugurado em 466 a.C..
No edifício ficava uma estátua de bronze que, acredita-se, representava a mulher de Tarquínio Prisco, Tanaquil, representada enquanto fiava. Através de escavações e inscrições, foi possível localizar o templo nas imediações da igreja de San Silvestro al Quirinale.